# 沃兹涅先斯克战役
沃兹涅先斯克战役是2022年俄罗斯入侵乌克兰中乌克兰南部攻势的一部分。
在占领了赫尔松后，俄罗斯军队向尼古拉耶夫市推进。当俄罗斯军队袭击尼古拉耶夫时，一支俄罗斯纵队分离并向北推进，两次在小城沃兹涅先斯克与乌克兰军队交战。由于这座讲俄语的城市有一座横跨南布格河的桥梁并且靠近南烏克蘭核電廠，它被认为对俄罗斯军队具有战略意义。

## 第一阶段
2022年3月2日，俄罗斯第126海军步兵旅的分队从尼古拉耶夫市向西北的沃兹涅先斯克推进，试图找到一个渡过南布格河的通道。据称，俄罗斯纵队由400名士兵和43辆车组成。
在准备过程中，该市市长兼乌克兰指挥官之一Yevheni Velychko表示，当地商人帮助乌克兰军队设置了许多路障，并摧毁了梅尔特沃维德河上的一座桥梁，并挖掘了河流沿岸，使俄罗斯车辆无法涉水。
俄罗斯军队通过炮击这座城市开始了战斗，他们破坏了几座建筑物。俄罗斯伞兵被投放到城市的西南部，而一个装甲纵队则从东南方推进，在邻近的集结。俄罗斯狙击手在村里的几座房屋中建造据点，俄罗斯军队在当地加油站建立了基地。一架俄罗斯装甲运兵车向当地的乌克兰国土防御部队基地开火，造成数名乌克兰士兵死亡。俄罗斯军队无法进入沃兹涅先斯克。随后乌克兰炮兵开始炮击俄罗斯阵地，阻止俄罗斯炮兵设置迫击炮。
夜幕降临时，俄罗斯坦克开始向沃兹涅先斯克开火，但在遭到反击后撤退了。与此同时，乌克兰军队继续炮击俄罗斯阵地，摧毁了一些俄罗斯车辆。乌克兰士兵步行前进，用美国提供的FGM-148标枪导弹攻击俄罗斯车辆，摧毁了至少 3 辆坦克。乌克兰军队还击落了俄罗斯的一架Mi-24雌鹿直升机。俄罗斯军队于3月 3日完全撤退，放弃了装备和车辆。在他们撤退期间，俄罗斯大炮轰炸了拉科韦村，击中了一家诊所。军队也洗劫了这个村庄。俄罗斯纵队向东南后退了64公里。
总共有30辆俄罗斯车辆被遗弃，包括一些坦克。其中，乌克兰军队打捞出15辆坦克。当地官员称，大约有 100 名俄罗斯士兵被打死，10 人被俘。乌克兰方面也有一些伤亡，主要发生在国土防御部队。12名平民在战斗中丧生。

## 第二阶段
3月9日，俄罗斯军队再次袭击了沃兹涅先斯克。乌克兰军队在被毁桥附近设置了防御阵地。第二天，俄罗斯军队占领了这座城市。三天后的3月13日，乌克兰军队收复了沃兹涅先斯克。到3月18日，乌克兰方面在该地区周围的反击已将俄罗斯人从沃兹涅先斯克推回了120 公里
当地的乌克兰军队在第二次进攻后继续加固这座城市，他们相信俄罗斯军队会继续进攻。